# علي بن هاشم البريدي
علي بن هاشم بن البريدي الإمام الحافظ الصدوق، أبي الحسن العائدي، الكوفي الشيعي، أحد رواة الحديث النبوي.

## روايته للحديث النبوي
روى عن: إبراهيم بن يزيد الخوزي، وإسماعيل بن أبي خالد، وإسماعيل بن مسلم، وإسماعيل البزاز، وأبي حمزة الثمالي ثابت بن أبي صفية، وأبي الأشهب جعفر بن حيان العطاردي، والحسن بن صالح بن حي، والحكم بن عبد الرحمن بن أبي نغم البجلي، وأبي الجفاف داود بن أبي عوف، وأبي الجارود زياد بن المنذر، وسليمان بن قرم، وسليمان الأعمش، وشقيق بن أبي عبد الله الكوفي، وصالح بياع الأكسية، وصباح بن يحيى المزني، وصدقة بن أبي عمران، وطلحة بن يحيى بن طلحة بن عبيد الله، وعبد الله بن محرز الجزري، وعبد العزيز بن سياه، وعبد الملك بن حميد بن أبي غنية، وعبد الملك بن أبي سليمان العرزمي، وعبيد الله بن الوليد الوصافي، وعمار بن زريق، والعلاء بن صالح، وفضيل بن مرزوق، وفطر بن خليفة، وكثير النواء، ومحمد بن سلمة بن كهيل، ومحمد بن عبد الرحمن بن أبي ليلى، ومحمد بن عبيد الله بن أبي رافع، ومحمد بن علي السلمي، ومسعود بن سعد الجعفي، وموسى الجهني، وناصح بن عبد الله المحلمي، وأبيه هاشم بن البريد، وهشام بن عروة، والوليد بن ثغلبة الطائي، وياسين الزيات، ويحيى بن أبي أنيسة الجزري، ويزيد بن كيسان، وأبي بشر الحلبي، وأبي هلال الراسبي.
روى عنه: إبراهيم بن إسحاق الصيني، وأحمد بن حنبل، وأحمد بن منيع البغوي، وإسحاق بن أبي إسرائيل، وأبو معمر إسماعيل بن إبراهيم القطيعي، وإسماعيل بن عمرو البلخي، والحسن بن حماد سجادة، والحسن بن عبد الرحمن بن محمد بن عبد الرحمن بن أبي ليلى، والحسن بن عنبسة النهشلي، وحسين بن حسن الأشقر، وداود بن رشيد، وداود بن عمرو الضبي، وزكريا بن يحيى زحمويه، وسعد بن الصلت البجلي، وسعيد بن سليمان الواسطي، وسفيان بن بشر الأسدي الكوفي، وسنيد بن داود، وضرار بن صرد الطحان، وعباد بن يعقوب الرواجني، وعبد الله بن عمر بن أبان الجعفي، وأبو بكر عبد الله بن محمد بن أبي شيبة، وعبد الحميد بن بيان السكري، وأبو الصلت عبد السلام بن صالح الهروي، وعبد العزيز بن الخطاب، وعبد العزيز بن عمر الخطابي، وعثمان بن محمد بن أبي شيبة، وعمرو بن حماد بن طلحة القناد، والعلاء بن هلال الرقي، ومحمد بن آدم المصيصي، ومحمد بن الصلت الأسدي، ومحمد بن معاوية بن مالج الأنماطي، ومحمد بن مقاتل المروزي، ومسعود بن مسروق الواسطي، وموسى بن بحر، ويحيى بن الحسن بن الفرات القزاز، ويحي بن معين، ويحيى بن يعلى الأسلمي، ويونس بن محمد المؤدب.

## أقوال العلماء فيه
- قال أحمد بن حنبل: ليس به بأس.
- وقال يحيى بن معين: ثقة.
- وقال علي بن المديني: كان صدوقا.
- وقال أبو زرعة الرازي: صدوق.
- وقال أبو حاتم الرازي: كان يتشيع، يُكتب حديثه.
- وقال النسائي: ليس به بأس.